# Shirley Bassey
Dame Shirley Veronica Bassey (Cardiff, 8 gennaio 1937) è una cantante britannica.
Numerosi artisti hanno composto e scritto per lei brani: fra i più celebri si ricordano Elton John, Rufus Wainwright, Pet Shop Boys, Nick Hodgson e Propellerheads. Ad oggi, ha venduto 140 milioni di dischi in tutto il mondo.

## Biografia

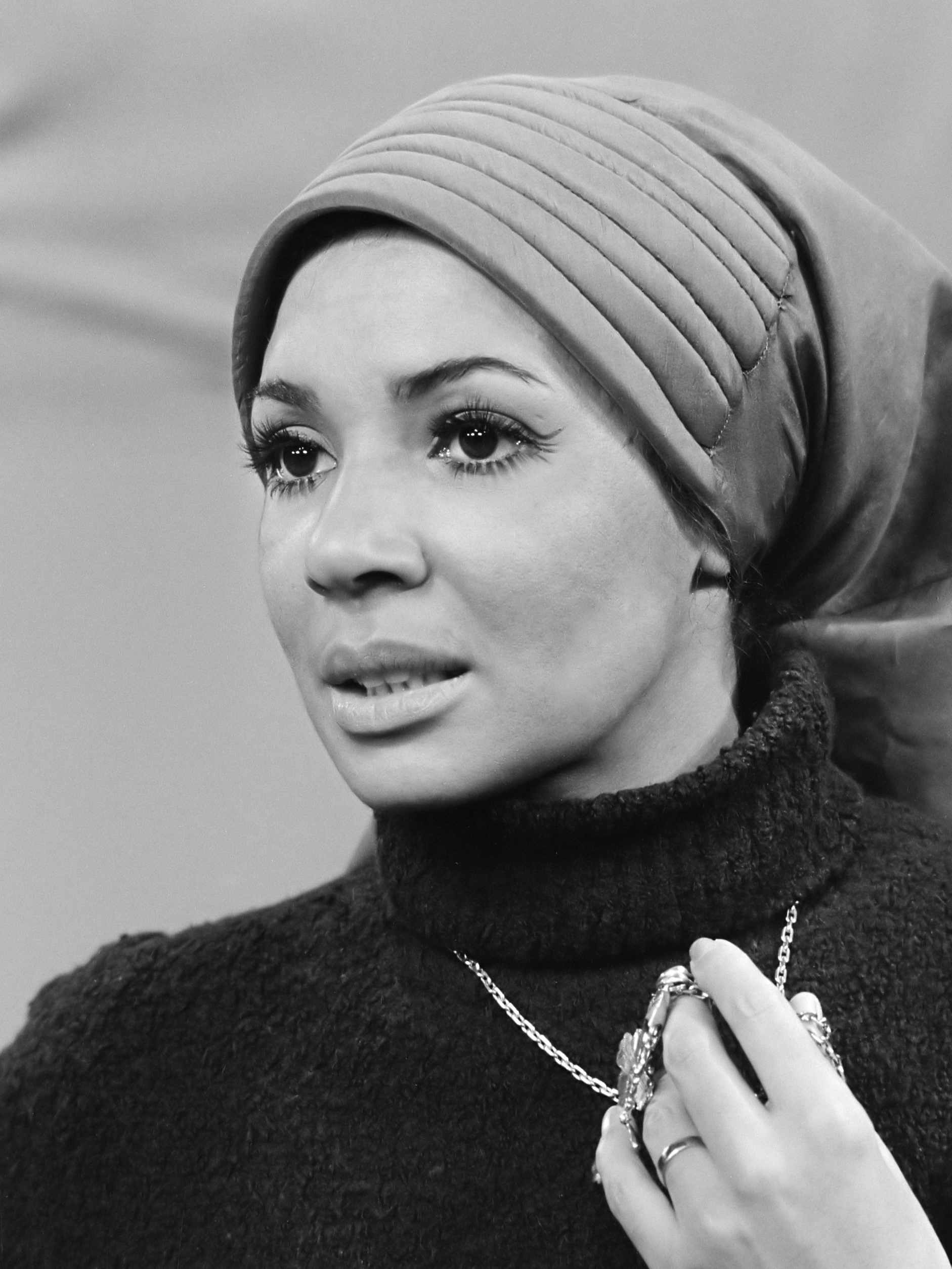
Shirley Bassey nel 1971

Nota al pubblico anglosassone fin dagli anni cinquanta per la sua voce potente e dal timbro personalissimo, raggiunse notorietà a livello mondiale grazie alle interpretazioni nelle title track di vari film della serie di James Bond tra cui Agente 007 - Missione Goldfinger (1964) (seconda posizione in Italia, quinta nei Paesi Bassi, settima in Austria e Norvegia ed ottava in Germania), Agente 007 - Una cascata di diamanti (1971), e Agente 007 - Moonraker - Operazione spazio (1979). Nel 1967 ottiene grande popolarità la sua cover di Big Spender.
In Italia ha partecipato al Festival di Sanremo 1968 con la canzone La vita cantata in coppia con Elio Gandolfi; nello stesso anno ha inciso Domani domani, scritta da Pino Donaggio, Pronto sono io, scritta da Memo Remigi e Com'è piccolo il mondo e Yes, entrambe scritte da Paolo Conte.
Il 31 dicembre 1968 si è esibita alla Bussola di Focette in una serata ricordata anche per la violenta contestazione studentesca avvenuta all'esterno del locale, considerato dai manifestanti un simbolo della ricca borghesia. Sempre in Italia, dal 1968 al 1970, ha registrato 8 singoli e l'LP This Is My Life (La vita). Tra i musicisti presenti nelle registrazioni con la grande orchestra, i chitarristi Bruno De Filippi e Massimo Verardi, il bassista Pino Presti, i batteristi Rolando Ceragioli e Leonello Bionda. Con Concerto d'autunno, scritta da Camillo Bargoni e Danpa, ha gareggiato a Canzonissima nel 1969.
Ha inciso anche If You Go Away, cover di Ne Me Quitte Pas di Jacques Brel e la cover Quiero olvidarte portata al successo da Sumiva Moreno.

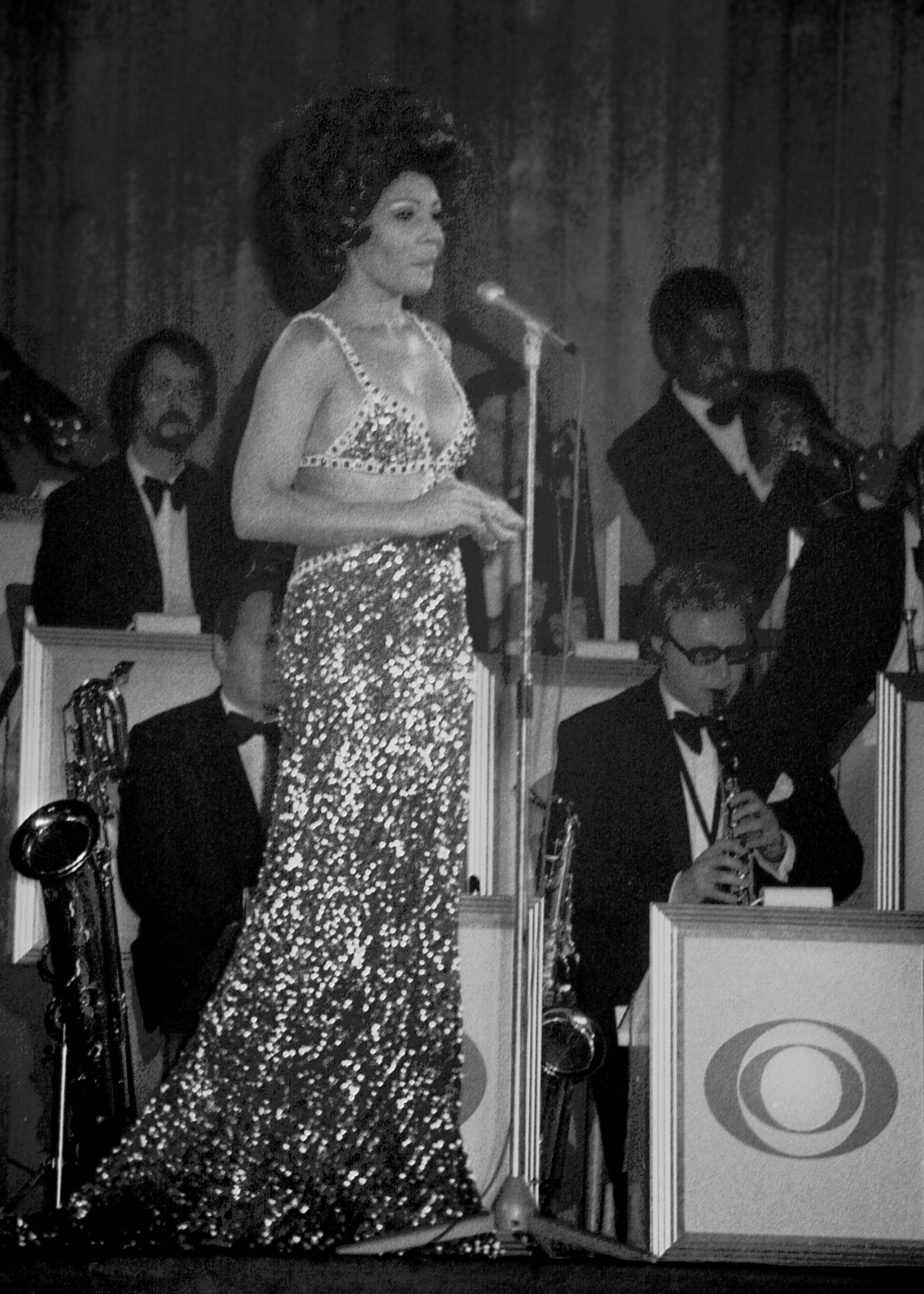
Shirley Bassey negli anni '70

Un anno dopo la pubblicazione del più grande successo italiano del 1972, Grande, Grande, Grande cantato da Mina, Shirley Bassey ottiene un successo internazionale con la sua cover Never, Never, Never (versione in inglese di Norman Newell).
Nel 1999, per i suoi meriti artistici, la regina Elisabetta II le ha conferito l'onorificenza di Dama di Commenda dell'Impero Britannico, cui corrisponde l'appellativo di Dame (l'onorificenza è analoga a quella maschile di Cavaliere che dà il titolo di Sir).
Intensa la sua attività negli anni 2000, con registrazioni e concerti in tutto il mondo. Nel 2007 registra l'album Get the Party Started, contenente il singolo omonimo (cover del brano lanciato nel 2001 dalla popstar Pink) che raggiunge la posizione n°6 della UK Album Chart. Il 31 marzo 2011 si è esibita al gala che celebrava gli ottant'anni di Michail Gorbačëv. Ha anche partecipato al Classical Brit Awards nel 2011, cantando Goldfinger, un tributo a John Barry.
Il 20 giugno 2011, ha cantato Diamonds Are Forever e Goldfinger, accompagnata dalla Royal Philharmonic Orchestra, per un altro tributo a John Barry, alla Royal Albert Hall a Londra.
Il 24 febbraio 2013 si è esibita alla cerimonia degli Oscar cantando la famosa Goldfinger.

## Discografia

### Discografia italiana

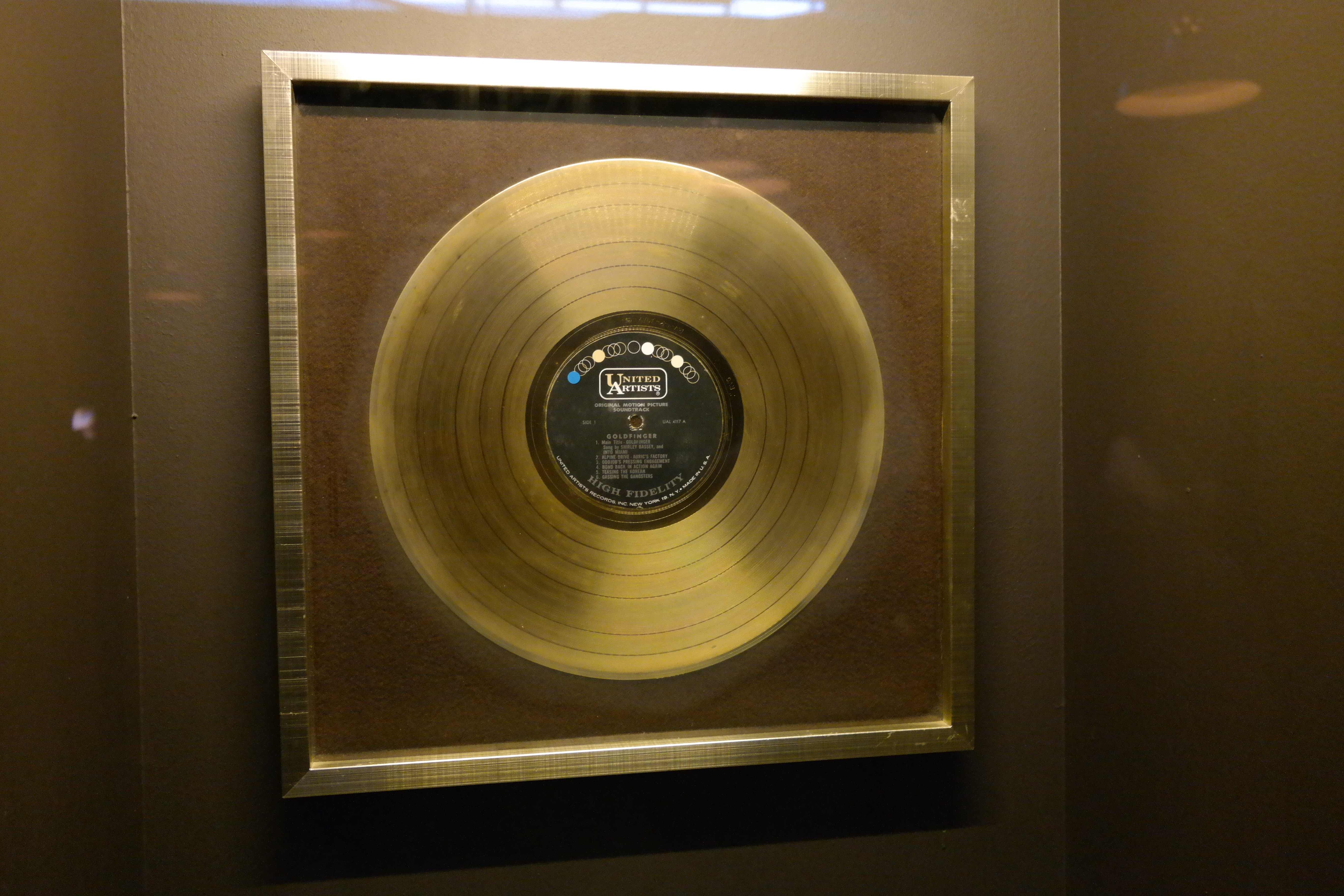
Disco d'oro a Shirley Bassey per la colonna sonora di Goldfinger (1964)

#### Album
- 1959 – The Fabulous Shirley Bassey (Columbia, QSX 12043)
- 1967 – And We Were Lovers (United Artists, UAS 9016)
- 1968 – Shirley Means Bassey (United Artists, UAM 8002)
- 1968 – This Is My Life (La vita) (United Artists, UA 9035)
- 1969 – Does Anybody Miss Me (United Artists, UAS 9040)
- 1969 – The Spectacular Shirley Bassey (Fontana, 692 000 WQL)
- 1970 – Something (United Artists, UAS 29100)
- 1971 – All of Me (Emidisc, C048-5062)
- 1973 – Never, Never, Never (United Artists, UAG 29471)
- 1973 – Shirley Bassey Live at Carnegie Hall (United Artists, UAD 60047/8
- 1976 – Love, Life and Feelings (United Artists)
- 1976 – I've Got a Song for You (Record Bazar, RB 41)
- 1977 – You Take My Heart Away (United Artists, UAL 24056)
- 1976-1982 – All By Myself (RCA - Lineatre, ZNLAP 33334)
- 1997 – The Italian Songs and More...

#### Singoli
- 1959 – Kiss Me, Honey Honey, Kiss Me (Philips, 425055 BE)
- 1963 – I Who Have Nothing/How Can You Tell? (Columbia, SCMQ 1722)
- 1965 – Goldfinger/Strange How Love Can Be (Columbia, SCMQ 1823)
- 1968 – Who Could Love Me/Give Him Your Love (United Artists, UA 3118)
- 1968 – La vita/Without A Word (United Artists, UA 3130)
- 1968 – Domani domani/Pronto sono io (United Artists, UA 3138)
- 1968 – Yes/To Give|To Give/Yes (United Artists, UA 3142)
- 1968 – È giorno/If You Go Away (United Artists, UA 3144)
- 1968 – Chi si vuol bene come noi/Epirops (United Artists, UA 3152)
- 1968 – Com'è piccolo il mondo/Manchi solo tu (United Artists, UA 3162)
- 1969 – Concerto d'autunno/(You Are) My Way of Life (United Artists, UA 3170)
- 1970 – Something/Ora che sei qui (United Artists, UA 3179)
- 1970 – Something/Easy to Be Hard (United Artists, UA 35125)
- 1970 – The Fool on the Hill/What Are You Doing the Rest of Your Life? (United Artists, UA 35156)
- 1971 – Love Story/For the Love of Him (United Artists, UA 35194)
- 1971 – For All We know/What's Done is Done (United Artists, UA 35267)
- 1972 – Diamonds are forever/Una cascata di diamanti (Vivo di diamanti) (United Artists, UA 35293)
- 1973 – Never, Never, Never/Day by Day (United Artists, UA 35490)
- 1974 – Good, Bad but Beautiful/I'm Nothing Without You (United Artists, UA 35837)
- 1975 – Something/Feelings (United Artists, UA 36159)
- 1976 – Natali/Runaway (United Artists, 4 C006-97684)
- 1983 – Thought I'd Ring You (con Alain Delon)/Same, instrumental (CAM, CM 7452)

### Discografia straniera

#### Album per il Regno Unito

##### Philips
- Born to Sing the Blues (1957)
- Shirley Bassey at the Café De Paris (1957)
- Bewitching Miss Bassey (1959)

##### EMI Columbia
- The Fabulous Shirley Bassey (numero 12 1959)
- Shirley (numero 9 1961)
- Shirley Bassey (numero 14 1962)
- Let's Face the Music (numero 12 1962)
- Goldfinger [Soundtrack] (numero 14 1964)
- Shirley Bassey at the Pigalle (numero 15 1965)
- Shirley Stops the Shows (1965)

##### United Artists
- I've Got a Song for You (numero 26 1966)
- And We Were Lovers (1967)
- 12 of Those Songs (numero 38 1968)
- This Is My Life (La vita) (1968)
- Golden Hits of Shirley Bassey (numero 28 1968)
- Does Anybody Miss Me (1969)
- Live at Talk of the Town (numero 38 1970)
- Something (numero 5 1970)
- Something Else (numero 7 1971)
- Big Spender (numero 27 1971)
- It's Magic (numero 32 1971)
- The Fabulous Shirley Bassey (numero 48 1971)
- What Now My Love (numero 17 1971)
- The Shirley Bassey Collection (numero 37 1972)
- And I Love You So (numero 24 1972)
- I Capricorn (numero 13 1972)
- Never, Never, Never (numero 10 1973)
- Nobody Does It Like Me (1974)
- The Shirley Bassey Singles Album (numero 2 1975)
- Good Bad But Beautiful (numero 13 1975)
- Love Life and Feelings (numero 13 1976)
- Thoughts of Love (numero 15 1976)
- You Take My Heart Away (numero 34 1977)
- 25th Anniversary Album (numero 3 1978)
- Yesterdays (1978)
- The Magic Is You (numero 40 1978)
- What I Did for Love (1979)

##### Altre etichette
- Love Songs (numero 48 1982)
- I Am What I Am with the London Symphony Orchestra (numero 25 1984) Ariola
- La Mujer (1987)
- Keep the Music Playing (numero 25 1991)
- The Best of Shirley Bassey (numero 27 1992)
- Sings Andrew Lloyd Webber (numero 34 1993)
- Sings the Movies (numero 24 1995)
- The Show Must Go On (numero 47 1996)
- The Birthday Concert (1997) (Candidatura ai grammy award)
- Land of My Fathers (numero 1 UK compilation chart 1999) (numero 1 NZ album chart 1999)
- The Remix Album: Diamonds Are Forever (numero 62 2000)
- The Greatest Hits - This Is My Life (numero 54 2000, numero 1 HMV Easy Listening Sales Chart)
- Thank You for the Years (numero 19 2003)
- The Columbia/EMI Singles Collection (2006)
- Get the Party Started (numero 6 June 25, 2007)
- The Performance (numero 20 2009)

#### Album per gli USA

##### EMI Columbia
- Goldfinger [Soundtrack] (numero 1 1964)
- Something (numero 105 1970)
- Something Else (numero 123 1971)
- And I Love You So (numero 171 1972)
- I Capricorn (numero 174 1972)
- Never, Never, Never (numero 60 1973)
- Shirley Bassey Belts the Best!  (numero 85 1973)
- Nobody Does Like Me (numero 142 1974)
- Live at the Carnegie Hall (numero 136 1975)
- Good, Bad, But Beautiful (numero 176 1975)
- Love, Life and Feelings (numero 149 1976)
- Get the Party Started (# 2008)

##### Top R&B albums
- Something (numero 29 1970)
- Never, Never, Never (numero 34 1973)
- Live at the Carnegie Hall (numero 20 1975)
- Good, Bad, But Beautiful (numero 54 1975)

#### Singoli per il Regno Unito
- Burn the Candle at Both Ends (1956)
- Banana Boat Song (numero 8 1957)
- Fire Down Below (numero 30 1957)
- You, You Romeo (numero 29 1957)
- Kiss Me, Honey, Honey, Kiss Me (numero 3 1958)
- As I Love You (numero 1 1959) (First number one)
- With These Hands (numero 31 1960)
- As Long As He Needs Me (numero 2 1960)
- Reach For The Stars/Climb Ev'ry Mountain (numero 1 1961)
- I'll Get By (numero 10 1961)
- Tonight (numero 21 1962)
- Ave Maria (numero 31 1962)
- Far Away (numero 24 1962)
- What Now My Love? (numero 5 1962)
- What Kind of Fool Am I (numero 47 1963)
- I (Who Have Nothing) (numero 6 1963)
- My Special Dream (numero 32 1964)
- Gone (numero 36 1964)
- Goldfinger (numero 21 1964) - Grammy Hall of Fame Award 2008
- No Regrets (numero 39 1965)
- Big Spender (numero 21 1967)
- Something (numero 4 1970)
- The Fool on the Hill (numero 48 1971)
- (Where Do I Begin?) Love Story (numero 34 1971)
- Diamonds Are Forever (numero 38 1972)
- For All We Know (numero 6 1972)
- Never, Never, Never (numero 8 1973)
- Moonraker (1979)
- Sometimes (numero 86 1984)
- To All the Men I've Loved Before (numero 86 1986)
- There's No Place Like London
- The Rhythm Divine (numero 54 1987) (Yello featuring Shirley Bassey)
- Disco La Passione (numero 41 1996) (Duetto con Chris Rea)
- History Repeating (numero 19 1997) (numero 1 UK dance chart) (Propellerheads featuring Shirley Bassey)
- World in Union (numero 35 1999)
- Diamonds from Sierra Leone (numero 8 2005) (Kanye West featuring Shirley Bassey)
- The Living Tree (numero 37 2007)
- Get the Party Started (numero 47 2007)

#### Singoli per gli USA

##### Hot 100
- Goldfinger - charted 01-30-1965; numero 8 *"Something" - charted 09-19-1970; numero 55
- Diamonds Are Forever - charted 01-29-1972; numero 57
- Never, Never, Never (Grande, Grande, Grande)
- Diamonds from Sierra Leone - charted 2005; numero 43 (Kanye West featuring Shirley Bassey)

##### Adult contemporary chart
- Goldfinger - four weeks at numero 2, 1965
- It's Yourself - numero 38, 1965
- Something - numero 9, 1970
- Diamonds Are Forever - numero 14, 1972
- Never, Never, Never (Grande, Grande, Grande) - numero 8, 1973
- Davy - numero 44, 1974

##### Hot Dance Club Play
- History Repeating - numero 10, 1998
- Get the Party Started - numero 3, 2008

##### Hot R&B/Hip Hop chart
- Never, Never, Never - numero 67, 1973
- Diamonds from Sierra Leone - numero 21, 2005 (Kanye West featuring Shirley Bassey)

## Riconoscimenti
- BRIT Award alla miglior artista solista femminile britannica
  - 1977 – Vinto